# Síntesis de aldehídos de Grundmann
La síntesis de aldehídos de Grundmann  es un método de síntesis orgánica que consiste en la preparación de un aldehído a partir de un haluro de acilo.

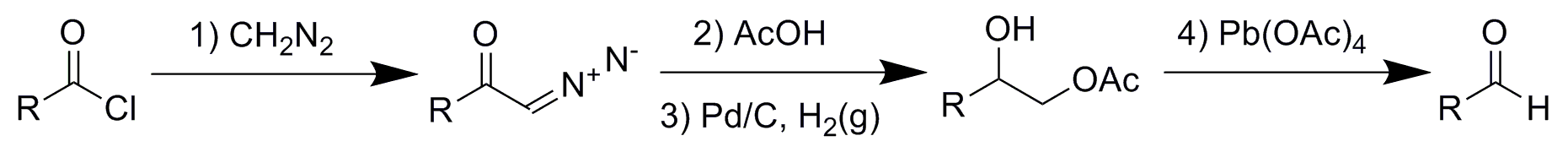
Síntesis de aldehídos de Grundman.

El método consiste en cuatro reacciones:
1) Formación de la diazocetona con diazometano.
2) Degradación del diazocompuesto con ácido acético.
3) Hidrogenación catalítica.
4) Escisión oxidativa con acetato de plomo (IV).
Debido a que la reducción de Rosenmund y la reducción selectiva con DIBAL-H logran transformaciones similares, este método de síntesis no se aplica mucho en la actualidad debido al número mayor de pasos y a que utiliza acetato de plomo, que es muy tóxico.